# Eduard Stieger
Eduard Stieger (* 11. Januar 1843 in Oedt; † 18. Januar 1930 in Berlin) war ein hochrangiger Beamter der preußischen Staatseisenbahnen und von 1911 bis 1918 Unterstaatssekretär im Ministerium der öffentlichen Arbeiten.

## Leben
Stieger studierte Rechtswissenschaften und war 1871 Gerichtsassessor. Während seines Studiums wurde er 1864 Mitglied der Bonner Burschenschaft Frankonia. Im Jahr 1872 trat er als Hilfsarbeiter in den Dienst der Eisenbahndirektion Elberfeld. 1873 wurde er dort Regierungsassessor. Im Jahr 1877 wurde er Mitglied der Direktion und 1880 wurde Stieger zum Eisenbahndirektor ernannt. Er stieg dort bis zum Rang eines Regierungsrates auf.
Im Jahr 1894 wechselte er als Hilfsarbeiter ins preußische Ministerium der öffentlichen Arbeiten. Ein Jahr später wurde er dort zum vortragenden Rat ernannt. Im Jahr 1897 wurde Stieger Präsident der Eisenbahndirektion Köln.
1903 wurde er zum wirklichen Geheimen Oberregierungsrat und Ministerialdirektor im Amt für öffentliche Arbeiten ernannt. Seit dieser Zeit war er stellvertretender Vorsitzender des Landeseisenbahnrates. Seit 1911 war Stieger Unterstaatssekretär im Ministerium für öffentliche Arbeiten und stellvertretender Bevollmächtigter beim Bundesrat. Am 21. Oktober 1918 wurde er Mitglied des preußischen Herrenhauses ernannt. Am 1. November 1918 schied er aus dem Dienst aus.